# Transkarpatia
Transkarpatia – album polskiej grupy muzycznej Darzamat. Wydawnictwo ukazało się 19 grudnia 2005 roku nakładem wytwórni muzycznej Metal Mind Records. W ramach promocji do utworu „The Burning Times” został zrealizowany teledysk w reżyserii Beniamina Szweda.

## Lista utworów
1. „Sanguinarius - Intro” (muzyka: Chris, Spectre) – 1:23
2. „Vampiric Prose” (muzyka: Chris, Spectre; słowa: Flauros, Nera) – 3:26
3. „Hallucinations” (muzyka: Chris, Spectre; słowa: Flauros, Nera) – 3:57
4. „Inhumatus - Intro” (muzyka: Chris, Spectre) – 1:08
5. „The Burning Times” (muzyka: Chris, Spectre; słowa: Flauros, Nera) – 4:43
6. „Letter From Hell” (muzyka: Chris, Spectre; słowa: Flauros, Nera) – 3:30
7. „Blackward” (muzyka: Chris, Spectre; słowa: Flauros, Nera) – 4:02
8. „Recurring Yell” (muzyka: Chris, Spectre; słowa: Flauros, Nera) – 5:11
9. „Araneum - Intro” (muzyka: Chris, Spectre) – 0:50
10. „Labyrinth Of Anxiety” (muzyka: Chris, Spectre; słowa: Flauros, Nera) – 3:56
11. „Virus” (muzyka: Chris, Spectre; słowa: Flauros, Nera) – 5:27
12. „The Old Form Of Worship” (muzyka: Chris, Spectre; słowa: Flauros, Nera) – 2:52
13. „Tempted By Rot” (muzyka: Chris, Spectre; słowa: Flauros, Nera) – 4:36
14. „Tribute To...” (muzyka: Chris, Spectre; słowa: Flauros, Nera) – 5:18
15. Studio Report (wideo) – 19:12

## Twórcy
- Agnieszka „Nera” Górecka - śpiew, aranżacje
- Rafał „Flauros” Góral - śpiew, aranżacje
- Krzysztof „Bacchus” Kłosek - gitara basowa
- Tomasz „Golem” Dańczak - perkusja
- Krzysztof „Chris” Michalak - gitara, aranżacje
- Patryk „Spectre” Kumór - instrumenty klawiszowe, aranżacje
- Jarosław Toifl - inżynieria dźwięku
- Andy LaRocque - miksowanie, mastering (Los Angered Recording, Göteborg, Szwecja, październik 2005)
- Katarzyna Zaremba - zdjęcia
- Qras - oprawa graficzna